# Pantech Curitel
Pantech Curitel — южнокорейская компания, занимающаяся изготовлением мобильных телефонов и модемов стандартов GSM, CDMA и WCDMA.
Компания создана в 1991 году. Большая часть телефонов продаётся на внутреннем рынке, но компания ведёт также операционную деятельность на территории США и Японии. Это третий по величине производитель сотовых телефонов в Южной Корее, после Samsung и LG. В России известна участием в поставках мобильных телефонов и модемов для сети CDMA (оператор Скайлинк), а также телефонов GSM. Компания является участником Open Handset Alliance, занимаясь разработкой и продвижением смартфонов под управлением операционной системы Android. В сентябре 2014 года компания подала документы о признании себя банкротом и объявила о готовности продажи своих активов.